# Cyphocarpa trichinoides
Cyphocarpa trichinoides là loài thực vật có hoa thuộc họ Dền. Loài này được (Fenzl) Lopr. mô tả khoa học đầu tiên năm 1899.